# Kapriel Noradungyan

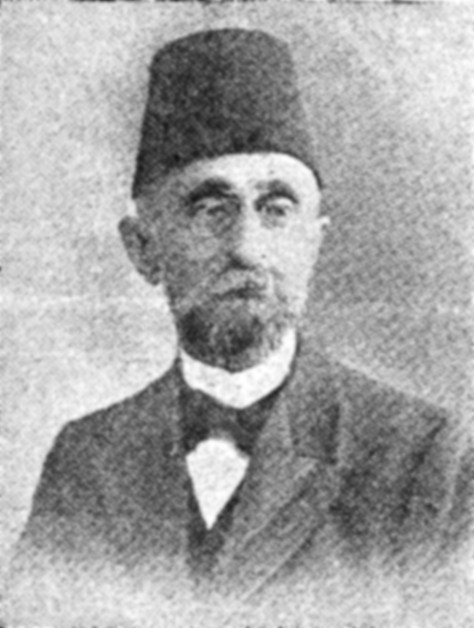
Kapriel Noradungyan

Kapriel (Gabriel Effendi) Noradungyan (armenisch Գաբրիէլ Նորատունկեան; * 6. November 1852 in Konstantinopel; † 1936 in Paris) war ein osmanisch-armenischer Staatsmann und Bürokrat. Er diente 1908 als Handelsminister und vom 22. Juli 1912 bis zum 23. Januar 1913 als Außenminister des Osmanischen Reiches – während der Herrschaft von Sultan Mehmed V. und unter Vorsitz der Ministerpräsidenten Ahmed Muhtar Pascha und Kâmil Pascha.
Er erhielt seine Grundschulbildung an der Jemaran in Üsküdar. Nachdem er an der Französischen Schule Kadıköy in Konstantinopel graduierte, setzte Noradungyan seine Bildung in Rechts- und Politikwissenschaften an der Universität Paris (Sorbonne) fort. Nach seiner Rückkehr 1875 nach Konstantinopel wurde er zum Sekretär am Außenministerium unter Außenminister Reşit Paşa ernannt. Er arbeitete an der Organisation der Rechtsangelegenheiten des Ministeriums.
Sein Nachfolger als Außenminister war Said Halim Pascha.

## Werk (Auswahl)
- Recueil d'actes internationaux de l'empire Ottoman: traités, conventions, arrangements, d'éclarations, protocoles, procès-verbaux firmans, bérats, lettres patentes et autres documents relatifs au droit public extérieur de la Turquie. Paris; Leipzig, 1897–1903 (Digitalisat 1 (1300-1789), 2 (1789-1856), 3 (1856-1878), 4 (1878-1902))